# حقبة سنغمية

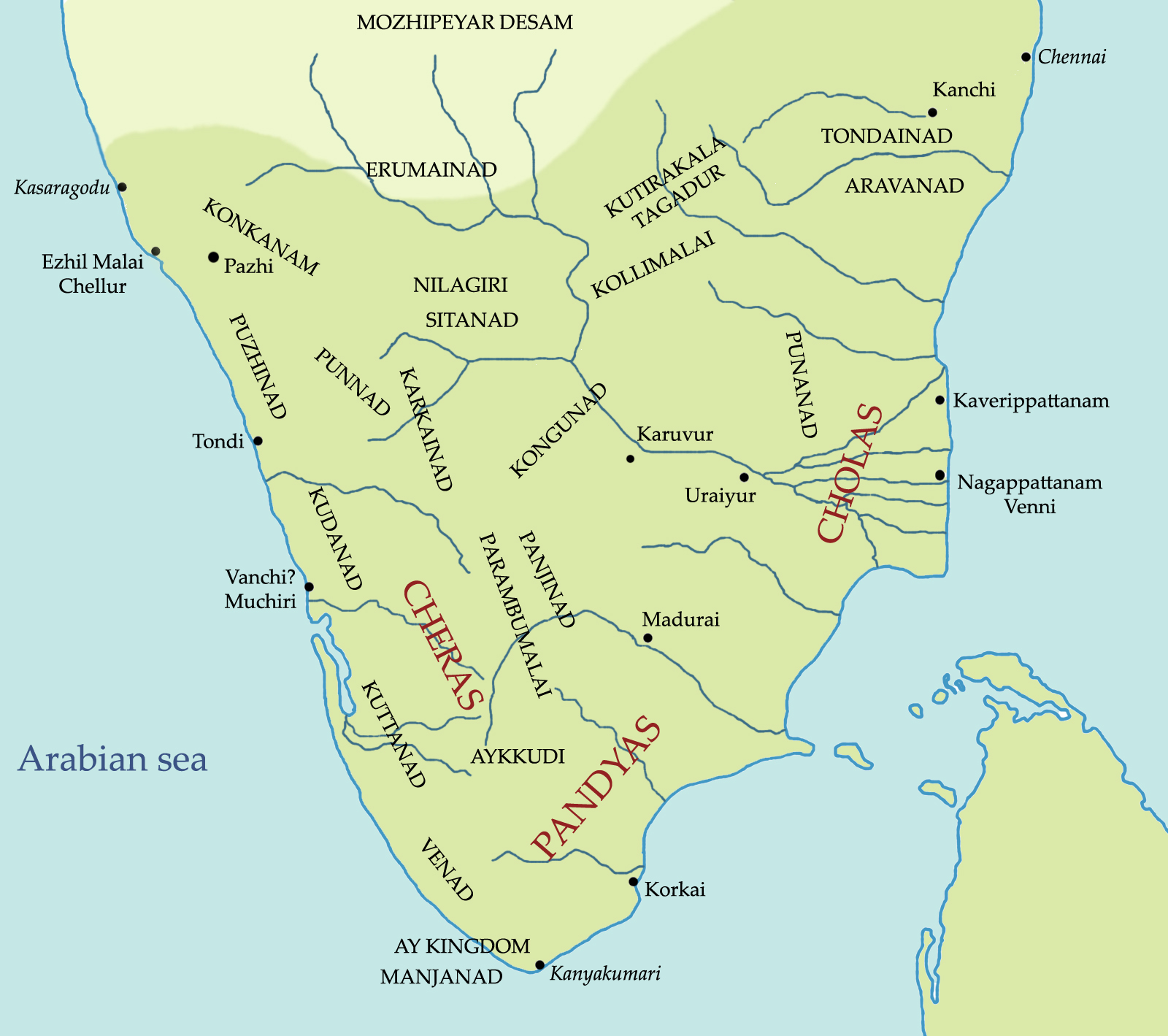
خريطة جنوب الهند في الحقبة السنغمية.

الحقبة السنغمية أو السنگمية (بالتاملية: சங்ககால பருவம்) هي حقبة زمنية في تاريخ لمنطقة جنوب الهند (تاملاكام [الإنجليزية]) تمتد من القرن الثالث قبل الميلاد إلى القرن الرابع الميلادي.